# Leopold i Loeb
Nathan Freudenthal Leopold, Jr. (Chicago, 19. studenog 1904. – Adjuntas, 29. studenog 1971.) i Richard Albert Loeb (Chicago, 11. lipnja 1905. – Jolliet, 28. siječnja 1936.), poznatiji kao Leopold i Loeb, bila su dvojica bogatih studenata Sveučilišta u Chicagu koji su 1924. godine ubili četrnaestogodišnjeg Roberta "Bobbyja" Franksa, za što su osuđeni na doživotni zatvor.
Motiv za ubojstvo maloga Franksa duo je pronašao u ideji počinjenja savršenog zločina. U trenutku hapšenja, Leopold i Loeb su za svog branitelja unajmili Clarencea Darrowa, jednog od najboljih američkih branitelja. Darrowljeva završna riječ na suđenju ušla je u povijest zbog kritike smrtne kazne i osvetničke pravde, u odnosu na rehabilitacijsku pravdu.
Leopold i Loeb bili su inspiracije za velik broj fiktivnih djela, među kojima je svakako najzvučnija drama Patricka Hamiltona Rope iz 1929. te istoimeni film Alfreda Hitchcocka iz 1948. godine s Jamesom Stewartom u glavnoj ulozi.

## Rani životi
I Leopold i Loeb su bili izrazito inteligentni. Leopold je bio wunderkind koji je svoje prve riječi izgovorio sa samo četiri mjeseca, a navodno je imao kvocijent inteligencije od čak 210, iako su ti rezultati teško usporedivi sa suvremenim sustavima mjerenja. Nakon što je završio koledž, Leopold je vrlo rano postao student prava na Sveučilištu u Chicagu. Za sebe je govorio kako tečno može govoriti čak 27 jezika, i bio je stručnjak za ornitologiju. Loeb je bio najmlađi diplomac Sveučilišta Michigan te je planirao upisati pravo nakon nekoliko postdiplomskih studija. Nakon jednog putovanja kroz Europu, Leopold se planirao prebaciti na Harvard.
Obitelji Leopold, Loeb i Franks živjele su u predgrađu Kenwood, nekih 10 km od centra Chicaga. Loebov otac, Albert, započeo je karijeru kao odvjetnik da bi postao potpredsjednik kompanije Sears and Roebuck. Osim vlasništva nad luksuznom vilom u Kenwoodu, dvije ulice od Leopoldovih, Loebovi su bili vlasnici i ljetnikovca Castle Farms u Charlevoixu.
Leopold i Loeb su se kao tinejdžeri upoznali na Sveučilištu u Chicagu. Leopold je pristao biti Loebov pomagač. Duo je započeo sa sitnim krađama, ali je s vremenom pojačavao intenzitet kaznenih djela, koja su, u konačnici, kulminirala ubojstvom.
U vrijeme ubojstva, Leopold je imao 19, a Loeb 18 godina. Sebe su smatrali ničeanskim nadljudima koji mogu počiniti savršen zločin (u ovom slučaju otmica s ubojstvom). Prije ubojstva, Leopold je napisao Loebu: "Nadčovjek je... na temelju nekih njemu pripadajućih kvaliteta, izuzet iz običnih zakona koji upravljaju ljudima. On nije odgovoran za bilo što što bi mogao učiniti."

## Ubojstvo Roberta Franksa
Leopold i Loeb su čak sedam mjeseci radili na planiranju ubojstva, uklanjanja trupla i preuzimanju otkupnine s minimalnim ili bez ikakvog rizika da ih se uhvati. Svoj plan su započeli ostvarivati u srijedu, 21. svibnja 1924. godine. Nakon potrage, za žrtvu su konačno odabrali Roberta Franksa, sina čikaškog milijunaša Jacoba Franksa. Kasniji holivudski producent Armand Deutsch, koji je tada bio jedanaestogodišnjak, unuk Juliusa Rosenwalda, bogatog trgovca odjećom i tkaninom, kasnije je rekao kako je on bio jedna od potencijalnih žrtava Leopolda i Loeba. Ipak, na dan ubojstva, iz škole ga je pokupio obiteljski šofer jer je imao dogovoreni pregled kod zubara. Deutsch je umro 13. kolovoza 2005. u dobi od 92 godine.
Dok se Franks vraćao kući iz srednje škole Harvard (zatvorene 1962.) kroz čikaški Hyde Park, Leopold i Loeb su četrnaestogodišnjaka, koji je bio njihov susjed i Loebov drugi rođak, namamili na suvozačevo sjedalo unajmljenog automobila. S dječakom u automobilu, jedan od njih je vozio dok je drugi otišao na stražnje sjedalo naoružan dlijetlom. Nije poznato tko je zadao prvi udarac s oružjem. U dječakova su usta ugurali čarapu kako bi bio tih i onda nastavili s napadom dok ga nisu ubili. Usprkos brojnim govorkanjima kako je Franks i seksualno zlostavljan, sudac je, na temelju dokaza, zaključio kako seksualnog zlostavljanja ipak nije bilo.
Ubojice su prekrile tijelo i odvezli se do udaljenog jezera Wolf u mjestu Hammond, Indiana. Svukli su Franksa i odjeću mu ostavili pokraj ceste. Tada su tijelo polili klorovodičnom kiselinom kako bi otežali identifikaciju. Nakon toga su večerali hotdog, što su ga kupili na štandu. Nakon jela, sakrili su tijelo u odvodnu cijev u blizini Pennsylvanijske željeznice kraj 118. ulice, sjeverno od jezera Wolf.
Po povratku u Chicago, nazvali su Franksovu majku i rekli kako joj je sin otet. Pismo s otkupninom su poslali poštom na adresu Franksovih. Nakon toga su spalili dijelove vlastite odjeće koji su bili prekriveni krvlju. Također su pokušali ukloniti krv s unajmljenog automobila. Ostatak popodneva su proveli igrajući karte.
Prije nego što su Franksovi platili otkupninu, Tony Minke, poljski imigrant, otkrio je tijelo. Kada su Leopold i Loeb saznali da je tijelo otkriveno, uništili su pisaću mašinu kojom je napisano pismo i zapalili plahtu kojom je tijelo bilo prekriveno.
Ipak, dok je detektiv Hugh Patrick Byrne tražio dokaze, kraj trupla je pronašao naočale, koje su bile potpuno uobičajene uz izuzetak specifičnog mehanizma. U cijelom Chicagu, samo su tri osobe kupile takve naočale, a među njima je bio i Nathan Leopold.
Tijekom ispitivanja, Leopold je policiji rekao da je naočale izgubio tijekom promatranja ptica. Loeb je policiji rekao da je Leopold bio s njim u noći ubojstva. Njih su dvojica rekli kako su, u Leopoldovom automobilu, pokupili dvije cure i ostavili ih kod igrališta za golf bez da su saznali njihova prezimena. Ipak, Leopoldov šofer je tog dana popravljao njegov automobil te je šoferova supruga potvrdila da je automobil tu noć bio u garaži.
Tijekom ispitivanja, njihov alibi se raspao. Prvi je priznao Loeb, a onda i Leopold. Iako je priznanje gotovo u cijelosti potvrdilo činjenice, obojica su se međusobno optužila za samo ubojstvo. Većina analitičara, ipak, tvrdi kako je Loeb zadao fatalni udarac Franksu. Ipak, nikada nije dokazano koji je od njih nosio oružje kojim je ubijen Franks. Psihijatrijski vještaci na suđenju, impresionirani Leopoldovom inteligencijom, složili su se kako je Loeb ubio Franksa. Ipak, dokazi iznešeni tijekom suđenja, kao i svjedočenje Carla Ulvigha (koji je vidio Loeba kako vozi, a Leopolda na stražnjem sjedalu, samo nekoliko minuta prije otmice), upućivali su na to da je Leopold ipak bio taj koji je ubio Franksa.
Otkupnina nije bila njihov primarni motiv; ipak su njihove obitelji imale dovoljno novca da zadovolje sve njihove potrebe. Obojica su priznala kako je glavni motiv za ubojstvo bila zabava (thrill killing) kombinirana sa željom počinjenja savršenog zločina.

## Suđenje
Suđenje je bilo medijski spektakl. Proces je održan u zgradi Courthouse Placea te je bio jedan od prvih sudskih procesa nazvanih "Suđenjem stoljeća". Loebova obitelj unajmila je tada šezdesetsedmogodišnjeg Clarencea Darrowa, poznatog oponenta smrtne kazne, da brani dvojicu mladića od uptužbi za ubojstvo i otmicu. Dok su mediji špekulirali kako će Leopold i Loeb koristiti obranu neuračunljivošću, Darrow je svoje klijente savjetovao da priznaju krivnju i tako izbjegnu suđenje pred porotom, što bi, po njegovom mišljenju, zasigurno rezultiralo osuđujućom presudom, a vjerojatno i smrtnom kaznom. Predmet je na okružnom sudu u Illinoisu saslušao okružni sudac John R. Caverly.
Tijekom poludnevnog saslušanja posljednjega dana suđenja, Darrow je održao završnu riječ koja se smatra najboljom u njegovoj karijeri. U završnoj riječi izrekao je, između ostalog i ovo: "Ovaj stravičan zločin bio je sastavni dio njegova organizma i potekao je od nekog pretka... Može li se netko smatrati krivim što je ozbiljno shvatio Nietzscheovu filozofiju i svoj život krojio po njoj?... Sumnjam da je pravedno objesiti devetnaestogodišnjeg dječaka zbog filozofije koja mu je predavana na sveučilištu."
Na koncu, Darrow je uspio. Sudac je i Leopolda i Loeba osudio na doživotni zatvor zbog ubojstva i svakog na 99 godina zbog otmice. Pravni temelj za ovo bila je njihova dob, s obzirom na to da su i Leopold i Loeb, koji su imali manje od 21 godine, pravno maloljetni.

## Zatvor i kasniji život
Iako su izvorno smješteni u zatvor Joilet, Leopold i Loeb su prebačeni u kaznionicu Stateville gdje su držali nastavu u zatvorskoj školi.
Dana 28. siječnja 1936. godine, zatvorenik James E. Day napao je Loeba britvom tijekom tuširanja, nakon čega je ovaj preminuo. Day je kasnije rekao kako ga je Loeb pokušao seksualno napastvovati. Day je iz borbe izašao neozlijeđen, dok je Loeb zadobio više od 50 rana, uključujući brojne samoobrambene rane na rukama. Također, Loeb je imao ozljedu na stražnjoj strani vrata. Ipak, interno ispitivanje prihvatilo je Dayjevu verziju priče. Zatvorski službenici su, osramoćeni javnim senzacionaliziranjem navodne zatvorske dekadencije, prihvatili da je Day napao Loeba u samoobrani. Prema jednom naširoko citiranom izvještaju, novinar Ed Lahey ovako je napisao za Chicago Daily News: "Richard Loeb je, usprkos svojoj učenosti, svoju kaznu završio propozicijom."
Stvarni motiv za Loebovo ubojstvo bio je, pretpostavlja se, novac. I Leopold i Loeb su u zatvoru dobivali izdašne džeparce kojima su sebi i drugim zatvorenicima kupovali duhan i ostale potrepštine. Nakon što je upravitelj reducirao sve džeparce na tek nekoliko dolara mjesečno, Day, koji je bio u istoj ćeliji kao i Loeb, zahtijevao je istu količinu darova kao i ranije, što mu Loeb nije mogao priuštiti.
Ne postoje dokazi da je Richard Loeb u zatvoru bio seksualni predator; ipak, njegov ubojica je kasnije, u barem jednom navratu, uhvaćen u seksualnom odnosu s drugim zatvorenikom kao i u raznoraznim drugim istupima. U autobiografiji naslovljenoj Life Plus 99 Years, Leopold je Dayjeve tvrdnje da ga je Loeb pokušao silovati nazvao ridikuloznima i smiješnima. Ovo je prisutno i u intervjuu sa zatvorskim kapelanom, ocem Eligiusom Weirom, koji je bio Loebov osobni ispovjednik. Weir je izjavio kako je zapravo Day bio seksualni predator i kako je napao Loeba jer ovaj nije htio imati odnos s njim.
Godine 1944., Leopold je pristao sudjelovati u zatvorskoj studiji malarije te je volontirao da bude inficiran tom bolešću. Početkom 1958., nakon 33 godine provedene u zatvoru, Leopold je pušten na uvjetnu slobodu. U travnju iste godine utemeljio je Fundaciju Leopold kako bi "pomogao emocionalno nestabilnoj, retardiranoj ili delikventnoj mladeži", a koju je financirao novcem zarađenim na autobiografiji Life Plus 99 Years. Ipak, već u srpnju, službeni Illinois je poništio njegovo ime za fundaciju jer je to bilo kršenje uvjetne slobode.
Leopold se preselio na Portoriko gdje je oženio cvjećarku-udovicu. Susjedi i kolege u Općoj bolnici Castañer u Adjuntasu, gdje je radio kao laboratorijski i rendgenski asistent, zvali su ga Nate. Tijekom ovog razdoblja, bio je aktivni član Prirodnopovijesnog društva Portorika te je intenzivno putovao otokom kako bi proučavao ptice. Godine 1963. izdao je Popis ptica Portorika i Djevičanskih otoka.
U jednoj fazi nakon puštanja iz zatvora, Leopold je imao ideju napisati knjigu pod naslovom Snatch for a Halo, o svom životu poslije zatvora. Ipak, nikada nije učinio nešto takvo. Kasnije je pokušao spriječiti film Compulsion na temelju invazije privatnosti, defamacije i neosnovanog bogaćenja na njegovoj životnoj priči.
Preminuo je 29. kolovoza 1971. godine od srčanog udara povezanog s dijabetesom u dobi od 66 godina. Njegove rožnice su kasnije donirane.

## Leopold i Loeb u popularnoj kulturi
Priča Leopolda i Loeba bila je inspiracija za brojna književna, kazališna i filmska djela. Među prvima, a svakako i najzvučnijima je drama Rope Patricka Hamiltona, koja je služila kao temelj BBC-jeve TV izvedbe iz 1939., te istoimeni triler Alfreda Hitchcocka iz 1948. s Jamesom Stewartom.
Godine 1956., Meyer Levin je u romanu Compulsion obradio slučaj tako što je predočio fiktivnu verziju događaja, a imena likova promijenio u Steiner i Strauss. Tri godine kasnije, roman je ekraniziran u istoimeni film, Compulsion.
Godine 1988., John Logan napisao je Never the Sinner, kazališnu verziju suđenja Leopoldu i Loebu.
Richard Wright je 1940. godine napisao roman Native Son, djelomično smješten u istoj kenvudskoj četvrti Chicaga, koji se bavi Biggerom Thomasom, koji, sjećajući se Leopolda i Loeba, šalje pismo za otkupninu bogatoj obitelji za njihovu kćer koju je ranije udavio, što je rizik koji, ultimativno, dovodi do njegova hapšenja. Zaključak romana, koji se bavi pokušajima Biggerova komunističkog odvjetnika da ga oslobodi smrtne kazne, vjerojatno je temeljen na završnoj riječi Clarencea Darrowa.
Među ostalim djelima inspiriranim slučajem ističu se nezavisni film Swoon iz 1992., u kojem se režiser Tom Kalin malo otvorenije bavi homoseksualnom tematikom; psihološki triler Funny Games Michaela Hanekea iz 1997., kao i istoimeni remake iz 2008. s Naomi Watts i Timom Rothom; hit triler Kiss the Girls iz 1997. s Morganom Freemanom i Ashley Judd temeljen na istoimenom bestselleru Jamesa Pattersona; triler Murder by Numbers iz 2002. sa Sandrom Bullock u režiji Barbet Schroeder; te mjuzikl Thrill Me: The Leopold and Loeb Story Stephena Dolginoffa iz 2005. godine. Također, ovaj slučaj bio je temelj za nekolicinu televizijskih epizoda raznih serija, a dosta često su rađene reference na isti tijekom epizoda (Law & Order: Special Victims Unit, Law & Order).
Nathan Leopold, Jr. se pojavljuje kao lik u komediji The Agony & The Agony Nickyja Silvera, iako je radnja smještena u 2006. godini.
Također, Leopold i Loeb su dva puta spomenuti u seriji Gilmore Girls. Prvi puta bilo je tijekom prve sezone, u epizodi "Star-Crossed Lovers and Other Strangers", kada je Lorelei imala spoj naslijepo s čovjekom koji je kao dijete imao dva dobermana po imenu Leopold i Loeb. Drugi puta bilo je u trećoj sezoni, epizoda "Those Lay-Hazy-Crazy Days", kada je Lorelei sanjala da će imati blizance i nazvati ih Leopold i Loeb.
Ovaj slučaj također je prisutan i u crtanom romanu Ice Haven Daniela Clowesa iz 2005. godine, koji uključuje kratku priču o Leopoldu i Loebu kao i brojne reference na slučaj u drugim pričama.
U trećoj epizodi druge sezone serije Mad Men, Donald Draper podlo nazove dvojicu kolega Leopoldom i Loebom.
Također, govor Clarencea Darrowa spomenut je u dva navrata u seriji The Practice, tijekom šeste i sedme sezone.
U dramskoj seriji Nazovi Saula jedan od sporednih likova, Howard Hamlin, u svome posljednjem monologu 'kritizira' dvoje glavnih likova, Saula i Kim, te ih uspoređuje s ovim dvojcem.

## Vanjske poveznice
- Leopold and Loeb Trial Home Page  Arhivirana inačica izvorne stranice od 9. veljače 2011. (Wayback Machine) by Douglas Linder. Famous American Trials — Illinois v. Nathan Leopold and Richard Loeb. University of Missouri at Kansas City Law School. 1997. Retrieved September 14, 2008.
- Nathan Leopold and Richard Loeb, Crime of the 20th Century  Arhivirana inačica izvorne stranice od 1. prosinca 2002. (Wayback Machine) by Marilyn Bardsley. Crime Library — Courtroom Television Network, LLC. Retrieved April 11, 2007.
- Northwestern University Archives
- leopoldandloeb.com  Arhivirana inačica izvorne stranice od 18. siječnja 2009. (Wayback Machine)
- Thrill Me:The Leopold and Loeb Story - main site/CD ordering
- Thrill Me:The Leopold and Loeb Story Review quotes  Arhivirana inačica izvorne stranice od 24. studenoga 2005. (Wayback Machine) from York Theatre Company
- Harold S. Hulbert Papers  Arhivirana inačica izvorne stranice od 30. ožujka 2016. (Wayback Machine) from Northwestern University Archives, Evanston, Illinois
- The Loeb-Leopold case : with excerpts from the evidence of the alienists and including the arguments to the court by counsel for the people and the defense (1926) stored on Archive.org